# Eva Rhodes
Eva Rhodes de domo Majlath (ur. 1943 w Budapeszcie, zm. 2008 w Győr) – angielska aktorka, aktywistka na rzecz praw zwierząt i modelka węgierskiego pochodzenia.

## Życiorys
Urodziła się na Węgrzech. W wieku 13 lat wyemigrowała z rodziną do Austrii, gdzie rozpoczęła nauką w wiedeńskiej szkole teatralnej Max Reinhardt Seminar.
W latach 60. przeprowadziła się do Wielkiej Brytanii, gdzie pracowała jako aktorka i modelka. W 1969 została obsadzona przez Yōko Ono w filmie Gwałt, co przyniosło jej szerszą popularność. W tym samym roku dostała brytyjskie obywatelstwo.
W latach 90. powróciła do Węgier i osiedliła się w okolicach miejscowości Győr, gdzie założyła schronisko dla zwierząt Czismaskandur (węg. „kot w butach”), liczące 70 psów i 50 kotów. Obecność aktorki budziła kontrowersje wśród lokalnej społeczności. W 2002 Rhodes i jej córka Sophie zostały napadnięte przez policjanta Horvatha Zoltana Petera, za co otrzymały odszkodowanie od węgierskiego rządu, o czym zadecydował Europejski Trybunał Praw Człowieka. Od tego czasu policja węgierska prowadziła dochodzenie przeciwko aktorce i jej córce, obie dostawały listy z pogróżkami. Ponadto Rhodes twierdziła, że jest w posiadaniu informacji mogących zaszkodzić węgierskim politykom w związku z trwającą wówczas aferą korupcyjną.
We wrześniu 2008 Eva Rhodes zaginęła, a miesiąc później węgierska policja wydała nakaz jej aresztowania. Dzięki zwróceniu uwagi mediów międzynarodowych na sprawę zaginięcia aktorki, rozpoczęto dochodzenie. W kwietniu 2009 odnaleziono ciało artystki. Kobieta została śmiertelnie pobita przez Csaba Augusztinyi’ego, jej ciało zostało spalone i zakopane w okolicach prowadzonego przez nią schroniska. Morderca został skazany na 10 lat pozbawienia wolności z możliwością ubiegania się o zwolnienie warunkowe po pięciu latach.
Eva Rhodes była siostrą Judith Majlath, dyrektor austriackiej sekcji Pokojowej Nagrody Nobla.